# Densidade de polarização
Em eletromagnetismo clássico, densidade de polarização (ou polarização elétrica) é o campo vetorial que expressa a densidade de momentos de dipolos elétricos permanentes ou induzidos num material dielétrico. Quando um dielétrico está colocado num campo elétrico externo, as suas moléculas ganham momento dipolar elétrico e o dielétrico é polarizado. O momento dipolar elétrico induzido por unidade de volume de material dielétrico é chamado de polarização elétrica do dielétrico.
A densidade de polarização também descreve como um material responde a um campo elétrico aplicado, bem como a forma como o material muda o campo elétrico, além de também poder ser usado para calcular as forças que resultam de tais interações. Ela pode ser comparada com a magnetização, que é a medida da resposta correspondente de um material a um campo magnético no magnetismo. A unidade SI de medida é coulombs por metro quadrado e a densidade de polarização é representada por um vetor de P.

## Definição
Um campo elétrico externo aplicado a um material dielétrico causa um deslocamento de elementos carregados ligados. Estes são elementos que estão ligados a moléculas e não são livres para se movimentar pelo material. Elementos carregados positivos são deslocados na direção do campo e elementos carregados negativos são deslocados oposto à direção do campo. As moléculas podem permanecer neutras na carga, mas um momento de dipolo elétrico se forma.
Para um determinado elemento de volume ΔV no material, que carrega um momento de dipolo Δp  definimos a densidade de polarização P:
{\displaystyle P=\Delta p/\Delta V}
Em geral, o momento do dipolo Δp muda de um ponto para outro no dielétrico. Portanto, a densidade de polarização P de um dielétrico dentro de um volume infinitesimal dV com um momento dipolar infinitesimal dp é:
{\displaystyle P=dp/dV}
A carga líquida que aparece como resultado da polarização é chamada de carga vinculada e designada Qb.
Essa definição de polarização como um "momento dipolar por unidade de volume" é amplamente adotada, embora em alguns casos possa levar a ambiguidades e paradoxos.

## Polarização ambígua
A polarização dentro de um sólido não é, em geral, definida de forma única: depende de quais elétrons estão emparelhados com quais núcleos. Em outras palavras, duas pessoas, olhando para o mesmo sólido, podem calcular valores diferentes de P e nenhuma delas estará errada. Eles concordam com o campo elétrico microscópico E no sólido, mas discordam do valor do campo de deslocamento{\displaystyle D=\varepsilon E+P}. Ambos descobrirão que a lei de Gauss está correta({\displaystyle \nabla D=\rho _{f}}) mas eles discordarão do valor de  {\displaystyle \rho _{f}} superfícies do cristal. Por exemplo, se um deles interpreta o sólido a granel para consistir em dipolos com íons positivos acima e íons negativos abaixo, mas o cristal real tem íons negativos como superfície superior, então ele dirá que há uma carga livre negativa na superfície superior. (Ele pode ver isso como um tipo de reconstrução da superfície).

Exemplo de como a densidade de polarização em um cristal é ambígua. (a) Um cristal sólido. (b) Ao emparelhar as cargas positivas e negativas de uma certa maneira, o cristal parece ter uma polarização para cima. (c) Ao emparelhar as cargas de maneira diferente, o cristal parece ter uma polarização descendente.

Por outro lado, mesmo que o valor de P não seja definido exclusivamente em um sólido a granel, as variações em P são definidas de maneira única. Se o cristal for gradualmente alterado de uma estrutura para outra, haverá uma corrente dentro de cada célula unitária, devido ao movimento de núcleos e elétrons. Essa corrente resulta em uma transferência macroscópica de carga de um lado do cristal para o outro e, portanto, pode ser medida com um amperímetro (como qualquer outra corrente) quando os fios são conectados aos lados opostos do cristal. A integral de tempo da corrente é proporcional à variação em P. A corrente pode ser calculada em simulações de computador (como a teoria funcional da densidade); a fórmula para a corrente integrada acaba sendo um tipo de fase de Berry. 
A não singularidade de P não é problemática, porque toda conseqüência mensurável de P é de fato uma consequência de uma mudança contínua em P. Por exemplo, quando um material é colocado em um campo elétrico E, que aumenta de zero a um valor finito, as posições eletrônicas e iônicas do material mudam levemente. Isso muda P e o resultado é suscetibilidade elétrica (e, portanto, permissividade). Como outro exemplo, quando alguns cristais são aquecidos, suas posições eletrônicas e iônicas mudam ligeiramente, mudando P. O resultado é piroeletricidade. Em todos os casos, as propriedades de interesse estão associadas a uma alteração em P.
Mesmo que a polarização seja, em princípio, não única, na prática ela é muitas vezes (nem sempre) definida pela convenção de uma maneira específica e única. Por exemplo, em um cristal perfeitamente centrossimétrico, P é geralmente definido por convenção como exatamente zero. Como outro exemplo, em um cristal ferroelétrico, normalmente existe uma configuração centrossimétrica acima da temperatura de Curie, e P é definido por convenção como zero. Como o cristal é resfriado abaixo da temperatura do Curie, ele muda gradualmente para uma configuração cada vez mais não-centrossimétrica. Como as mudanças graduais em P são definidas de forma exclusiva, essa convenção fornece um valor único de P para o cristal ferroelétrico, mesmo abaixo da temperatura de Curie.
Outro problema na definição de P está relacionado à escolha arbitrária do "volume unitário" ou, mais precisamente, à escala do sistema. Por exemplo, em escala microscópica, um plasma pode ser considerado como um gás de cargas livres, portanto, P deve ser zero. Pelo contrário, em uma escala macroscópica, o mesmo plasma pode ser descrito como um meio contínuo, exibindo uma permissividade {\displaystyle \varepsilon (\omega )\neq 1} e, portanto, uma polarização líquida P ≠ 0.